# دولوث (جورجيا)
دولوث (بالإنجليزية: Duluth, Georgia)‏ هي مدينة تقع في مقاطعة غوينيت، جورجيا بولاية جورجيا في الولايات المتحدة. تبلغ مساحة هذه المدينة 25.9 (كم²)، وترتفع عن سطح البحر 334 م، بلغ عدد سكانها 26600 نسمة في عام 2010 حسب إحصاء مكتب تعداد الولايات المتحدة.

## أعلام
- بيت هاميلتون
- رالف سامبسون الثالث
- دانيال جونسون
- درو باتلر
- جيمس ماسون

## وصلات خارجية
- City of Duluth Georgia Website
- Cities & Counties - Georgia.gov